# プロプライエタリソフトウェア
プロプライエタリソフトウェア（英：proprietary software）または私有ソフトウェア（）は、ソフトウェアの入手・使用・改変・複製などに関する権利を議論する文脈で用いられるソフトウェアの分類である。コンピュータ用語としての「プロプライエタリ」とは、「所有権（占有権）を留保した」「専用の」「独占的な」「独自の」という意味合いであり、ソフトウェアの開発者や企業が、当該ソフトウェアに係る権限を独占的に保有することを意味する。
ソフトウェア利用者の持つ権利を制限することにより、配布者や利用者の利益およびセキュリティを保持しようとするソフトウェアを指す。制限には、法的手法や技術的手法など様々な方法がある。技術的制限手法としては、バイナリ実行コードのみを使用者に提供し、ソースコードは公開しないというソフトウェア流通の方法がある。法的制限手法としては、著作権や特許権、不正競争防止法、国家機密およびそれに基づくソフトウェアライセンス許諾といった方法がある。

## 用例

### プロプライエタリの形態について
自由ソフトウェアのパッケージの中にも、独占的にのみ入手できるものもある。例えば、MySQLやSendmail、SSHなどである。自由ソフトウェアであったとしても、そのソフトウェアの元の著作権者はデュアルライセンスを使用して、他者にプロプライエタリ版の再配布を許諾することができる。非コピーレフトソフトウェア（とくに許諾付きの自由ソフトウェア）では独占的な再配布を行うことができる。
プロプライエタリソフトウェアの中には、ソースコード付きのものや、ソースコードへのアクセス権を与えるものなどもある。この場合、利用者はそのソフトウェアを自由に精査したり改変したりできるが、改変版を再配布したり、そのソフトウェアを他のものと一緒に使ったりすることは、ライセンスまたは秘密保持契約により制限される。このようなソフトウェアの例として、Pineやマイクロソフトのシェアードソースライセンスプログラム、SSHのプロプライエタリバージョンなどがある。
シェアウェアは無償で入手できるプロプライエタリソフトウェアであり、試用期間中だけ無償である点に違いがあり、一定期間を過ぎると制限がかかったり、使えなくしたりするという形になるものも多い。
提供者が以後宣伝、出荷もせず、許諾無しに利用者が使用しているソフトウェアは、アバンダンウェアと呼ばれ、ソースコード付きである場合もある。この種のソフトウェアの中には、ソースコードが作者もしくは著作権者によってパブリックドメインに置かれ、自由ソフトウェアとなって、プロプライエタリソフトウェアではなくなっているものもある。

## フリーソフトウェア・オープンソースソフトウェア運動
フリーソフトウェア財団（FSF）によれば、プロプライエタリソフトウェアの定義は、自由ソフトウェアまたは擬似フリーソフトウェア（semi-free software）の定義に当てはまらないあらゆるソフトウェアを指す。元々の字義的な意味としては、ソフトウェアに知的財産権を行使しうる者がおり、利用者ができることを制御するといった意味合いを持つ。FSFによれば、FSFが提供するGPLライセンスはソフトウェアに制限を設けることによりユーザがソフトウェアを使用、改変、複製できる自由を提供するとし、プロプライエタリ側のライセンスは知的財産権者のみに益があるもので、許容できないとしている。
「独占的」「プロプライエタリ的」といった形容詞を用いることの利点は単なる「商用ソフトウェア」との混同が避けられる点にある。つまり、自由ソフトウェア自体は、ソフトウェアの販売、商用目的利用を妨げるものではないからである。
プロプライエタリソフトウェアとの用語は、非自由ソフトウェアと言い換えることもでき、自由ソフトウェア運動側により用いられてきた語である。FSFの創始者リチャード・ストールマンは「user subjugate（ユーザ束縛ライセンス）」とも呼び、エベン・モグレンは「unfree software（不自由ソフトウェア）」との呼称も用いている。Debian開発者の間では、Debianフリーソフトウェアガイドラインに準拠しないソフトウェア全般の呼称として「non-free」との語が用いられており、一方、プロプライエタリソフトウェアとの語は特にソースコードを提供しない非自由ソフトウェアを指す語として使われている。また、オープンソース・イニシアティブは「closed source software（ソース非開示ソフトウェア）」との語を使用している。
マイクロソフトなどの独占的ソフトウェアの擁護側からの意見として、営利目的で利益を生む機会が高ければイノベーションがより加速されるということがある。占有者の側が、著作権および時として特許を利用して一時的な寡占状態になると、ソフトウェアの価格は高騰する。バージョン更新やアップグレード版への依存が強まることにより、競争相手となるようなソフトウェアパッケージが存在しなくなり、ベンダロックインと呼ばれる状況となる。プロプライエタリソフトウェアは特に売上収益の観点から、自由ソフトウェアよりも商産業や税収面において価値を産むと言われている。
プロプライエタリソフトウェアに対する著作権侵害を防止したり、ソフトウェア使用状況を確認したりするために、様々な種類のアクティベーションやライセンス管理といったシステムが出現している。占有者が製品を廃止したり、なんらかの理由からアクティベーションキーの提供を止めたり、製品を出荷停止したりすると、正規ユーザであっても既存のソフトウェア製品やその他ハードウェアを利用できなくなる。
あるソフトウェアパッケージの占有者が製品を出荷停止したり、有効期限を制限したり、サポートを停止したりすると、その製品の利用者は不便な状況に追い込まれ、そのソフトウェアに問題があったとしても、なんらサポートを受けられない事態に陥る。占有者は時として、経営上の問題からソフトウェア製品の更新やサポートを停止せざるをえない状況になることもある。営利企業では経営戦略、もしくは組織戦略上の目的から製品のサポートを停止する場合もある。その戦略は更新版へのアップグレードや最新版の購入増を見込んだものである場合もある。